# Énergie à La Réunion

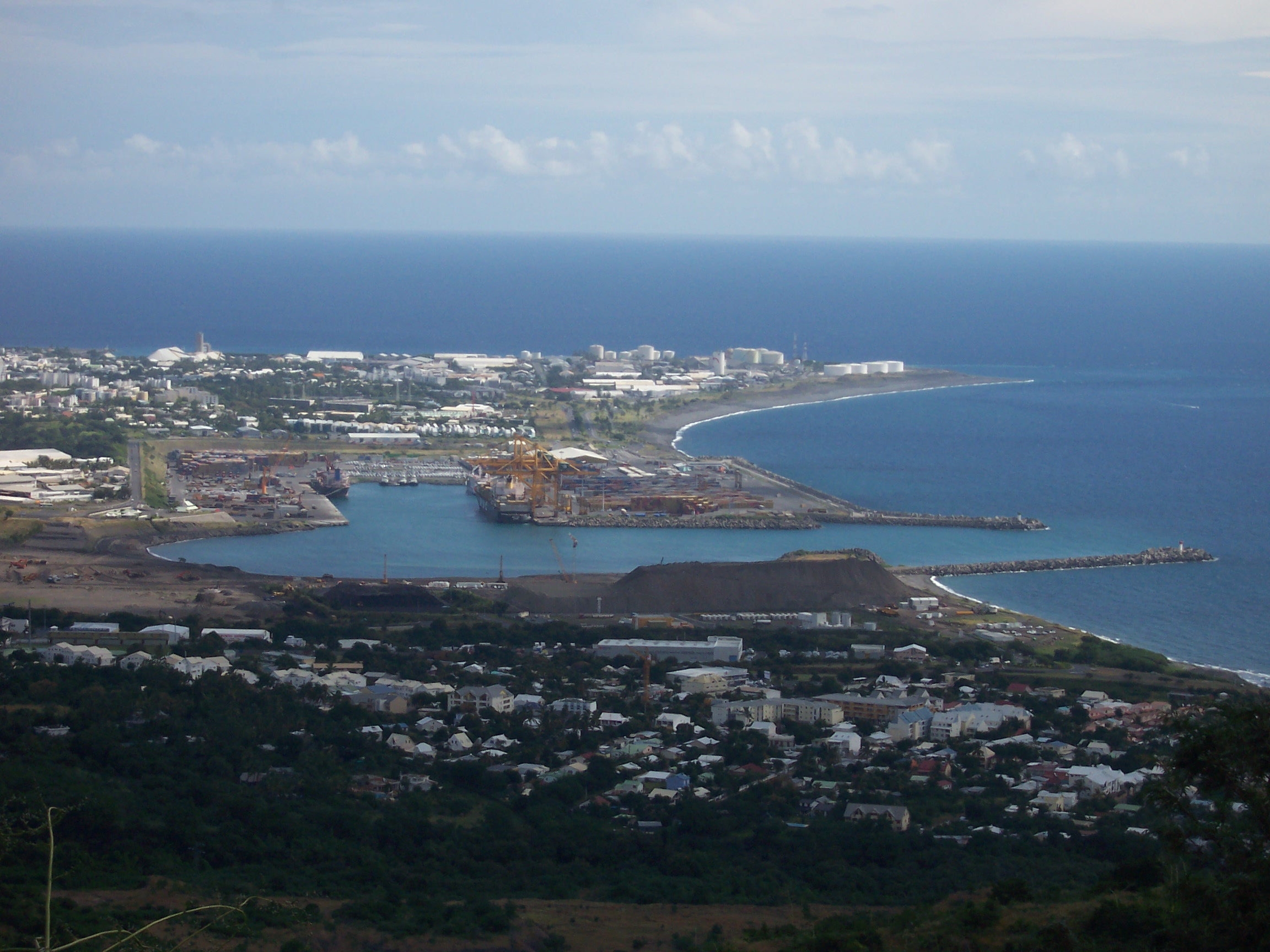
La zone portuaire où arrive et se transforme l'intégralité du pétrole importé sur l'île, dont l'apport est vital pour les transports, mais aussi à la production électrique reposant pour partie sur des centrales thermiques au fioul et au charbon.

 (juillet 2023).
L'énergie à la Réunion est pétrodépendante et contrainte par l’insularité qui rend impératif une production électrique locale et une importation d'énergie fossile. Face à une demande toujours croissante et aux exigences environnementales, l'énergie produite sur l'île tend à exploiter de plus en plus son grand potentiel en énergie renouvelable par le développement de barrages hydroélectrique, de parcs éoliens, de fermes solaires, ainsi que d'autres projets expérimentaux. Bien qu'en 2013, 35 % de l'électricité réunionnaise soit issue de sources renouvelables, le taux de dépendance énergétique du département dépassait les 85 % en 2022. L'économie d'électricité et l'optimisation de l'efficacité énergétique sont deux axes de travail majeurs pour les autorités chargées des questions énergétiques.

## Historique
Les premières automobiles débarquent sur l'île peu après 1900, et se développent notamment à partir des années 1930.
Dans la foulée de la départementalisation, le 8 novembre 1949, la société Énergie électrique de la Réunion (EER) a été fondée avec la participation du département de la Réunion (25 millions CFR), la Caisse centrale de la France d'outre-mer (devenue par la suite Caisse Centrale de Coopération Économique, Caisse Française de Développement, puis Agence Française de Développement) à hauteur de trente millions CFA, EDF (25 millions CFA) et des investisseurs privés (20 millions CFA). Pourtant, c'est dans les années 1960 avec la mise en service des usines hydroélectriques de Langevin et Takamaka que l'électrification de la Réunion a commencé. Le véritable tournant fut la nationalisation des réseaux électriques des DOM en 1975 qui visait un double objectif : répondre à l’incapacité des structures locales à financer les besoins d’investissement des réseaux ; arrêter les hausses très sensibles des tarifs, beaucoup plus élevés qu’en métropole, allant souvent du simple au double en adoptant le principe fondamental de la péréquation tarifaire alignant les tarifs d’électricité des DOM sur ceux de la métropole.
L'article 50 de la loi d'orientation Outre-mer (LOOM) a transféré aux régions de Guadeloupe, de Guyane, de Martinique et de La Réunion les compétences en matière de politique énergétique. Le SIDELEC a été créé par l'arrêté préfectoral no 680 du 29 mars 2000. Il a pour objet la gestion et la planification du service public de l'électricité.
Dans les années 1980, la Réunion a été presque autosuffisante en électricité uniquement grâce à son potentiel hydroélectrique.
Les premières éoliennes sont construites en 2005.

## Mix énergétique

### Production électrique
La Programmation pluriannuelle de l'énergie a été révisée fin novembre 2020. Elle se donnait pour objectif un mix électrique à près de 100 % d'origine renouvelable fin 2023 grâce à la conversion à la biomasse (en remplacement du charbon) des trois principales centrales de l'île, au parc photovoltaïque en constante progression, à quelques éoliennes et à un futur incinérateur à déchets.
Albioma a reçu en décembre 2020 l'autorisation de la Commission de régulation de l'énergie de modifier et prolonger jusqu'en 2043 son contrat de revente de l'électricité de la centrale de Bois-Rouge à EDF. Cette centrale est devenu fin 2023 la première centrale réunionnaise à fonctionner uniquement à la biomasse, en ajoutant à la Bagasse des Granulés de bois, les « pellets », importés des États-Unis dans un premier temps ; ils constitueront 70 % du combustible utilisé ; Albioma compte étudier des importations d'Afrique du Sud et donner la priorité à la biomasse locale : la bagasse, mais aussi potentiellement les pailles de canne, les broyats de palettes, la fraction ligneuse des déchets verts et la biomasse forestière. Le groupe prépare en parallèle la conversion de sa deuxième centrale thermique réunionnaise, la centrale du Gol (122 MW), qui fonctionne en cogénération avec l'autre sucrerie de l'île. Production Électrique Insulaire, filiale d'EDF pour les départements d'outre-mer et la Corse, devrait convertir à la biomasse liquide d'ici à 2023 sa centrale au fioul lourd (212 MW), inaugurée en 2012 sur les quais du port de commerce. Fabriqué en France à partir de colza produit en Europe, le combustible sera conforme à la directive communautaire sur les énergies renouvelables, RED II.
En 2023-2024, les principales centrales thermiques de l'île, appartenant à Albioma et à EDF, sont progressivement converties au bois ou à la biomasse liquide. La centrale thermique d'Albioma à Bois-Rouge, dans le Nord-Est de La Réunion, a remplacé en août 2023, pour compléter la bagasse, le charbon par des pellets de bois ; la centrale du Gol a entamé sa conversion progressive aux pellets en l'automne 2023 jusqu'à mi-2024. Albioma importe ses pellets, mais espère faire passer la part de la biomasse locale à 35 % (déchets de palettes et autres déchets forestiers et ligneux). La centrale thermique de Production Électrique Insulaire, convertit ses 12 moteurs à la biomasse liquide (surtout de l'huile de colza) ; en août 2023, sept moteurs sont déjà convertis et l'utilisation de fioul lourd s'arrêtera en octobre. L'empreinte carbone de la production électrique se été limité, à partir de mi-2024, aux émissions liées à l'importation des combustibles.

### Produits pétroliers
Comme toute société occidentale, la Réunion vit sous le régime d'une économie carbonée pétrodépendante, et importe ses hydrocarbures par voie maritime. Les 731 000 tonnes de produits pétroliers raffinés conforme aux normes EURO transitent par le Grand port, puis sont stockées par la Société réunionnaise des produits pétroliers, entreprise détenant le monopole légal de cette opération sur l'île.
Sur l'île plus encore qu'en métropole, les hydrocarbures sont hautement stratégiques, car entièrement importés et sur un seul site. Les grèves touchant le secteur sont particulièrement inquiétantes pour la population qui n'a aucune solution de substitution aux carburants.
| Import net d'énergie fossile  | 2012      | 2012  |                   |
| Import net d'énergie fossile  | Tonnes    | ktep  | Part en pour cent |
| ----------------------------- | --------- | ----- | ----------------- |
| Produit pétrolier hors butane | 731 660   | 741,7 |                   |
| - Essence                     | 99 850    | 104,6 |                   |
| - Gazoil                      | 76 647    | 73    |                   |
| - Carburéacteur               | 185 296   | 194,2 |                   |
| Gaz butane                    | 23 217    | 25,4  |                   |
| Charbon (houille)             | 686 474   | 424,9 |                   |
| Total                         | 1 441 351 | 1 192 |                   |

### Bagasse
La forte production de canne à sucre, occupant une part importante de la surface agricole utile réunionnaise, induit la production conjointe de bagasse. Ce produit secondaire est revalorisé par sa combustion, permettant de vaporiser de l'eau dans des turbines, à l'origine d'une production électrique. Lorsque les cultures ne sont pas en période de production, le charbon remplace la bagasse, qui ne représente finalement que 17 % de l’énergie produite par les deux centrales charbon - bagasse. La Centrale de Bois-Rouge à Saint-André produit 108 MW, tandis que celle du Gol (CTG) à Saint-Louis, 122 MW. La valorisation de la bagasse fournit annuellement plus de 240 GW, soit la consommation de 91 000 Réunionnais.
Bien qu'émetteur de carbone, ce mode de production est souvent considéré comme écoresponsable en raison du caractère renouvelable de la production (quoique dépendante d'intrants phytosanitaires) et de l'effet puits de carbone du couvert végétal. Cette production énergétique dépend donc de la production agricole primaire, qui fluctue au gré des années en fonction des variations du climat local.

### Hydroélectricité

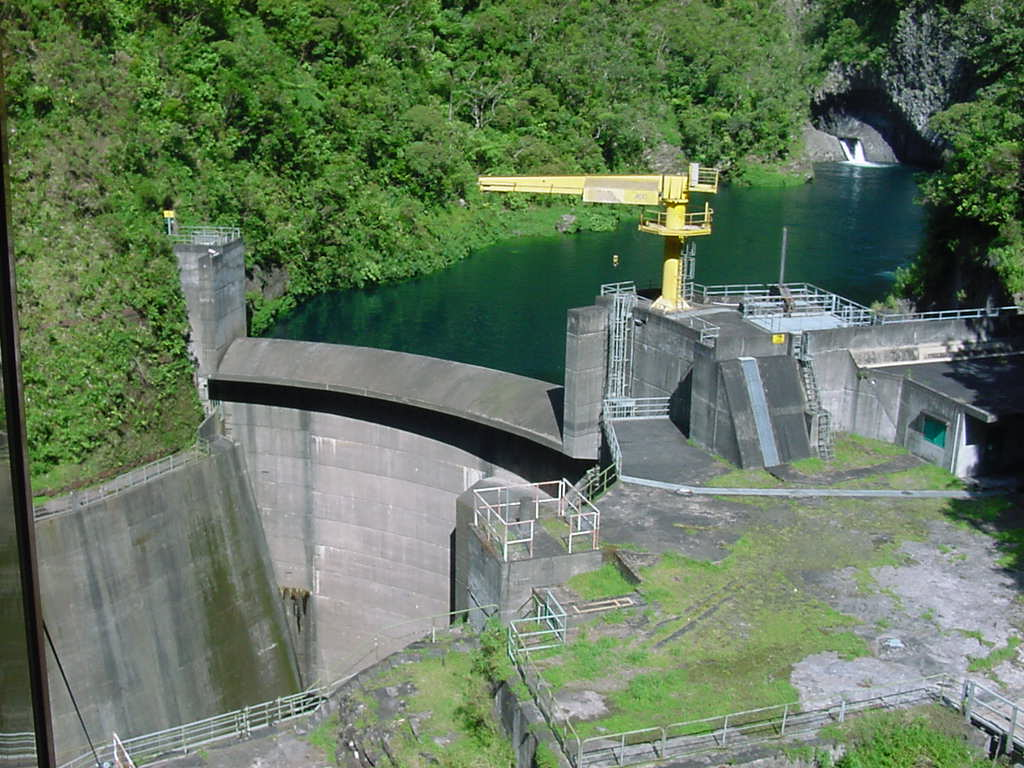
Le Barrage de Takamaka.

En raison des volumes pluviométriques très importants, l'écoulement d'eau de surface permet la mise en place d'infrastructures hydroélectriques, d'autant plus que l’érosion a creusé des ravines étroites et très profondes. La centrale Sainte-Rose (80 MW) et celle de Takamaka I et II (43,4 MW) sont les deux plus importantes. Au total, les six infrastructures hydroélectriques de l'île ont une puissance de 133 MW.

### Énergie solaire
Située à proximité du tropique du Capricorne, la Réunion bénéficie d'un ensoleillement au forçage radiatif positif, permettant une exploitation de l’énergie solaire facile et rentable. Cependant, il existait jusqu'en 2023 peu de centrales solaires photovoltaïques, (Pierrefonds : 2,1 MW). Depuis cette date, une centrale photovoltaïque est installée sur une zone de près de 10 hectares sans emploi aéronautique de l'aéroport de Saint-Pierre-Pierrefonds. Elle comporte près de 20 000 modules photovoltaïques et des unités de stockage, sa puissance est de 7 MWc. À la Réunion comme ailleurs, l'exploitation de l'énergie solaire pose le problème de son rendement aléatoire dans le temps, qu'on essaye de réguler au moyen de grandes batteries. Mais certains ont aussi évoqué la possibilité de développer des micro-step urbaines intégrées (voir Nature and People First) qui seraient complémentaires des batteries pour des intermittences de plus grosses ampleurs (au-delà de la demi-heure, contrairement aux batteries qui seraient plutôt adaptées à des micro-intermittences).
À côté du domaine de la production électrique, l'usage de l'énergie solaire a rencontré plus de succès, sur l'île, dans le domaine de la production d'eau chaude. L'article R. 162-2 du code de la construction et de l'habitation rend d'ailleurs obligatoire l'installation de chauffe-eaux solaires dans les logements neufs construit en outre-mer. Début 2018, environ 160 000 foyers sont équipés de chauffe-eaux solaires, ce qui permet une économie considérable d'électricité et de combustibles,,.
- Horaires de production du solaire

| Pour des raisons techniques, il est temporairement impossible d'afficher le graphique qui aurait dû être présenté ici. |                    |
| Source: RTE La Réunion                                                                                                 | Source: RTE Guyane |

### Énergie éolienne

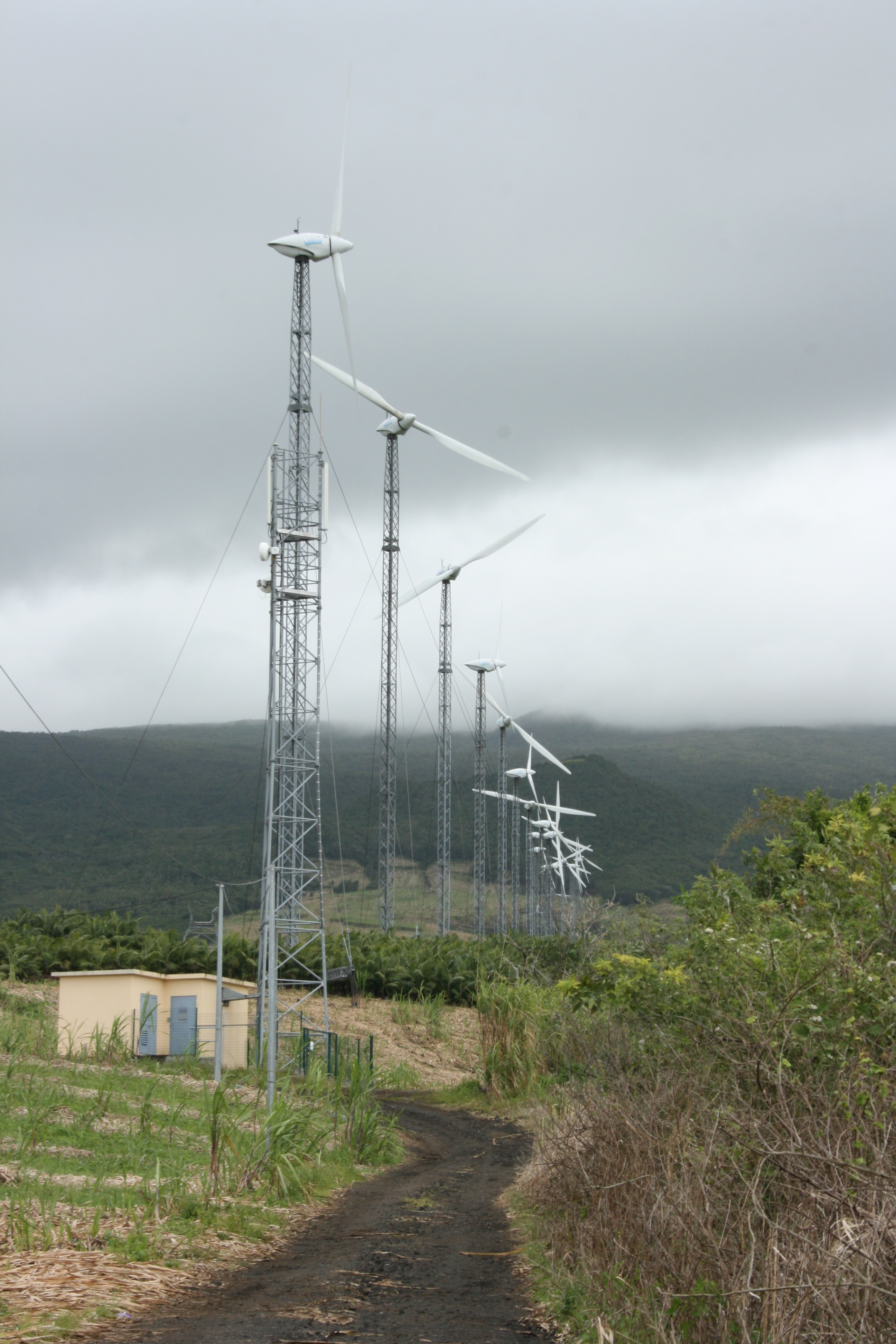
Vue du parc éolien de Sainte-Rose.

L'île étant balayée en permanence par les alizés, il existe un potentiel éolien qui n'est exploité aujourd'hui que très marginalement, mais en cours de développement. En 2014, il n'existe que deux parcs éoliens, celui de La Perrière (10 MW) et celui de Sainte-Rose (6 MW), pour un total de 60 éoliennes.

## Recherche et développement

### Forces marines
La houle est une source d'énergie exploitable au moyen de ferme à vagues. Par ailleurs, le différentiel de chaleur de l'Océan Indien laisse envisager un jour l’exploitation du différentiel d'énergie thermique. EDF a annoncé en étudier les opportunités de développement sur le long terme.
Le projet Seawatt ambitionnait la création d'un parc marin de serpents houlomoteurs Pelamis au large de Saint-Pierre, pour une puissance de 30 MW aux horizons de 2015. Il a depuis été abandonné.

### Géothermie
Le contexte géologique semble favorable en raison du caractère volcanique de l'île, située sur le Point chaud de La Réunion. Depuis les années 1980, des études du BRGM ont été réalisées, et ont mené à de nombreux forages prospectifs. Un projet d'exploitation à Plaine des sables avait été monté, mais n'a pas pu être concrétisé, car il se situait dans le périmètre du Parc national de La Réunion, inscrit au Patrimoine mondial de l'UNESCO.

### Agrocarburants
- La production sucrière de La Réunion peut être convertie en bioéthanol. Ce bioéthanol est utilisé dans la Centrale électrique de Saint-Pierre.
- La startup Bioalgostral travaille sur la production de microalgues en couple avec des stations d'épuration afin d'en extraire un agrocarburant[23].

## Consommation et marché
En 2011, la production électrique réunionnaise s'élevait à 711 MW, fournie par douze centrales électriques, deux parcs éoliens et une ferme photovoltaïque. Les deux-tiers de cette électricité est issue de production carbonée, à savoir trois centrales thermiques au fioul, et deux centrales charbon-bagasse.
La consommation d'énergie finale est en continuelle croissance, à un rythme supérieur à celui de la production. En 2010, elle correspondait à près de 1,4 million de tonnes équivalent pétrole. La ventilation de celle-ci nous apprend qu'elle était principalement induite par les carburants (64 %). Les particuliers sont responsables à hauteur de 44 % de la consommation de l’énergie disponible.

## Acteurs

### EDF
À La Réunion, plus de la moitié de la production d'électricité est issue du domaine privé, principalement Albioma. EDF assure donc la production d'environ 40 % de l'électricité de l'île. Au-delà de son rôle producteur, elle est responsable de la gestion du réseau et de la commercialisation, et emploie 700 personnes pour mener à bien sa mission.
EDF gère et entretient un réseau électrique de 5 545 km de lignes à haute tension A (15 kv) et B (63 kv) et à basse tension, dont les lignes sont terrestres, souterraines ou même sous-marines.
EDF a développé le programme "Agir Plus” en lien avec la région, l’Ademe, la SPL (société publique locale), et l’ADIL (l’Agence départementale d’information sur le logement), qui prévoit plusieurs mécanismes d’incitation à une meilleure gestion de la consommation d’électricité, voire à l’autoconsommation, par le biais de subventions à l’installation de chauffe-eaux solaires. À Mafate, dans l’ilet de la Nouvelle, EDF, la start-up Powidian, ainsi que les parties prenantes au projet, inaugurent en juillet 2017 un nouveau dispositif électrique dit « microgrid ». Ce réseau de production d'énergie électrique, permet, grâce à des batteries d'hydrogène, de conserver l'énergie produite via les installations photovoltaïques pendant plusieurs jours.

### Sidelec
Le Syndicat intercommunal d'électricité du département de la Réunion (SIDELEC) est l'autorité organisatrice de la distribution d'électricité de l'île de la Réunion. Il est propriétaire des réseaux électriques concédés à EDF.
Le syndicat est administré conformément à la loi par un comité composé de délégués élus par les conseils municipaux des communes associées, à raison d'un délégué par commune. Le comité désigne, parmi les délégués, un bureau composé d'un président, sept vice-présidents et cinq membres. En 2006, la chambre régionale des comptes a pointé dans son rapport une activité faible et inappropriée.